# Église Saint-Rémi de Cheveuges
L'église Saint-Rémi de Cheveuges est l'église paroissiale de la commune homonyme, dans le département des Ardennes.
L'église, avec son décor intérieur et l'autel, fait l’objet d’un classement au titre des monuments historiques depuis le 3 juin 1959.

## Le portail

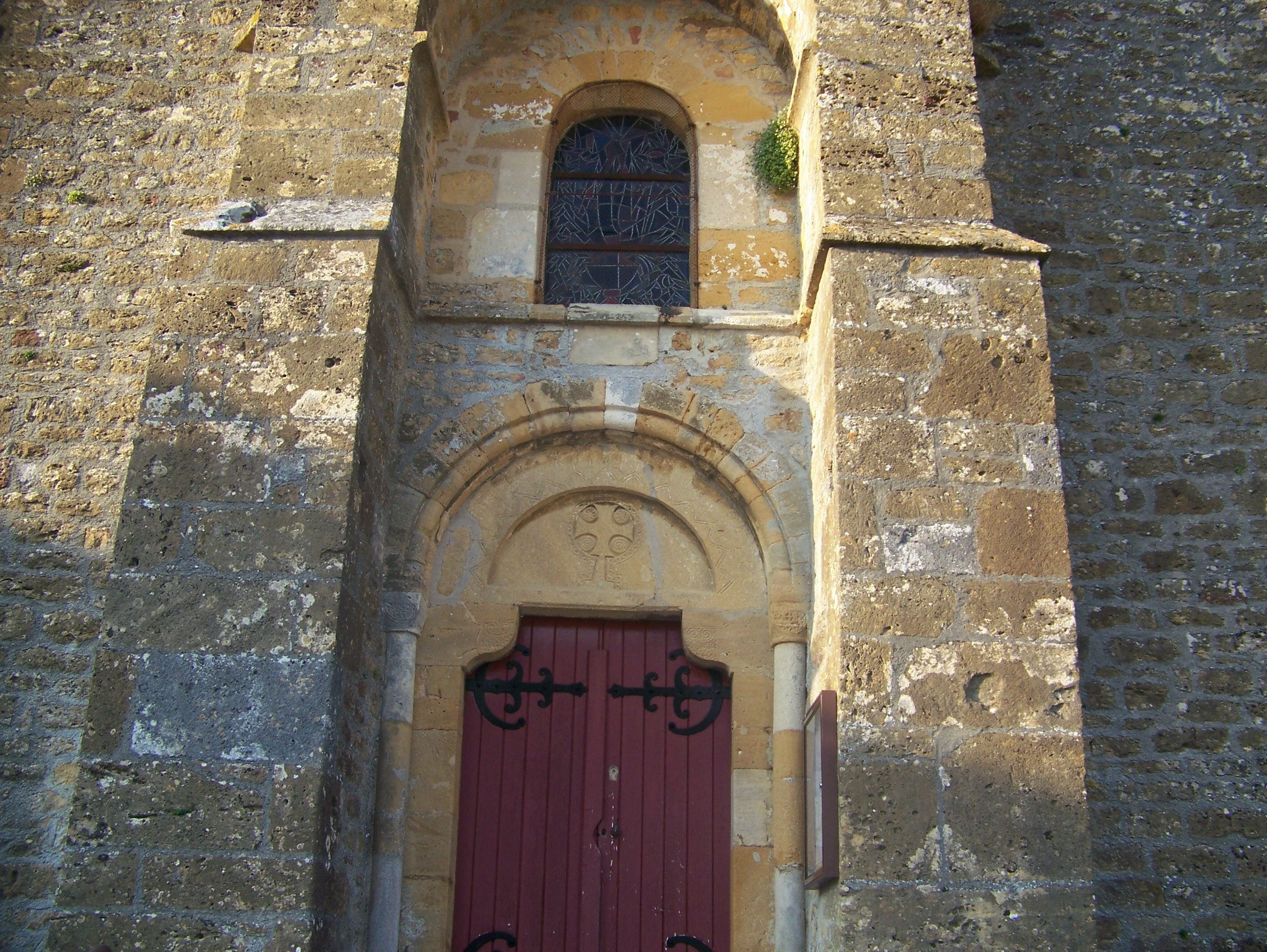
Le portail.

Le portail de l'église de Cheveuges avait un rôle défensif. Les deux puissants contreforts, réunis par un cintre encadrent une porte relativement étroite. Au milieu, une ouverture, qui faisait office de mâchicoulis, permettait d'interdire, au besoin, l'accès de l'édifice. Derrière ses murs épais, les habitants du village et leurs bêtes cherchaient un refuge contre les pillards.
La façade est dominée par un fronton triangulaire, surmonté d'une croix de pierre. En son centre une niche était probablement destinée à recevoir la statue de saint Rémi, le saint titulaire de l'église.

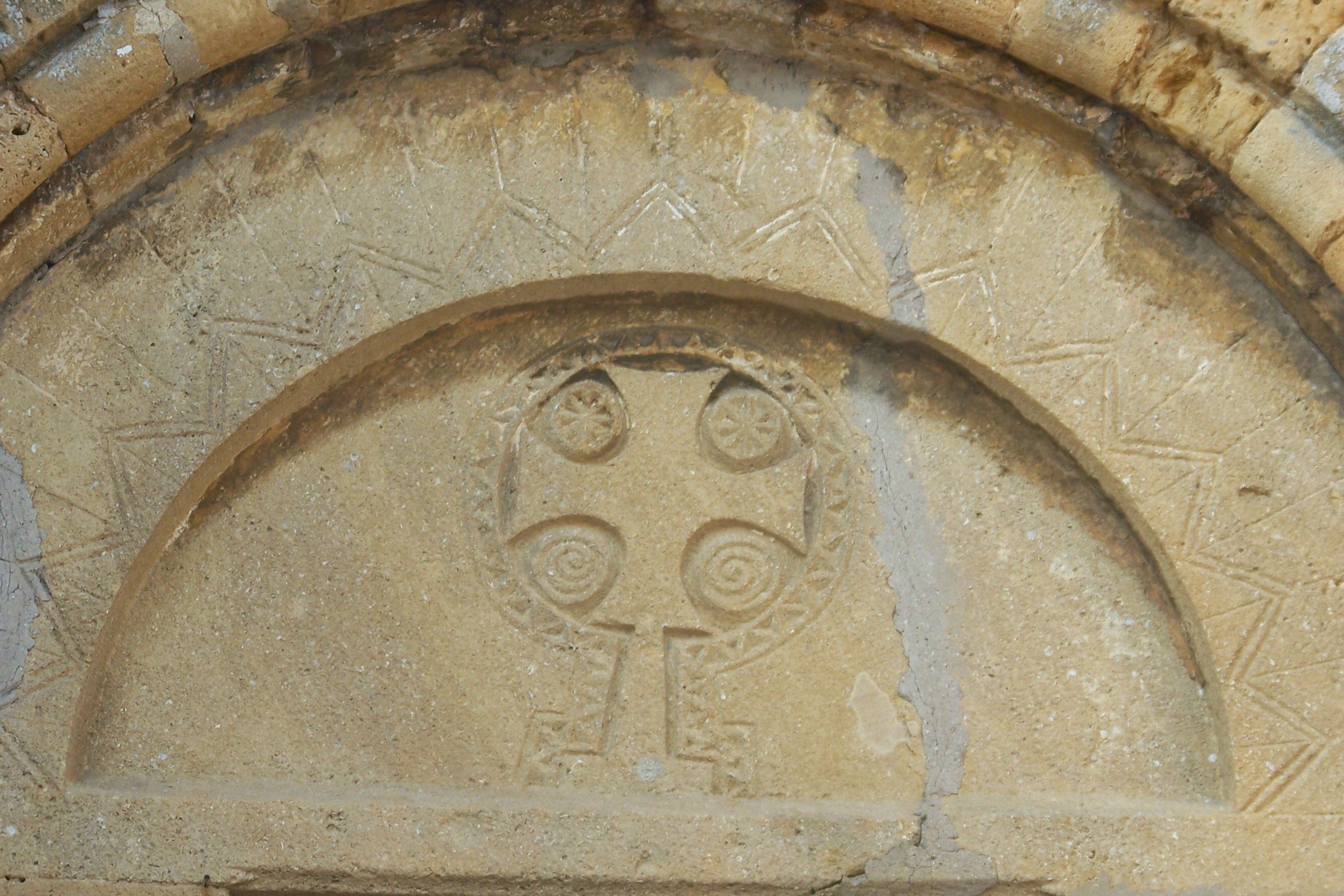
La croix.

Une croix de gloire, croix pattée aux extrémités élargies, figure au centre du tympan. Elle est  portée sur un socle, et est entourée d'une décoration en torsades et des figures stylisées du soleil et de la lune. L'ensemble, en plein cintre, est nimbé de treize rayons, représentant le Christ et les douze apôtres.
Le portail, supportant le tympan, comporte de chaque côté deux colonnes, aux chapiteaux ornés de dessins géométriques, évoquant l'art roman primitif.

## La tour
La tour carrée, construite au-dessus du chœur, étonne par ses proportions massives : 8 mètres de côté et 25 mètres de haut. Elle abrite le clocher.
On peut, au vu de ses quatre ouvertures trilobées et de la grande fenêtre en ogive, dater du XIIIe siècle la construction de cette tour, à but très probablement défensif. Les deux cloches, enlevées pendant la guerre de 1914-1918, sont maintenant remplacées par deux autres, bénies en 1921. Une date est gravée sur une pierre de la petite ouverture nord : 1641, c'est celle de la bataille de la Marfée.

## La nef
La nef comporte quatre piliers carrés et une corniche supportant des arcs légèrement brisés. Elle est longue de 14 mètres et large de 13.
Elle appartient à l'époque de transition roman - gothique.
On retrouve dans maintes églises romanes de la région la structure de ces piliers (petit appareil recouvert de torchis).
La nef de Cheveuges a toutefois subi une transformation. Primitivement elle était beaucoup plus haute, et sans doute percée de quelques ouvertures. On voit encore dans les combles des traces de badigeon blanc, orné de motifs ocre. C'est le signe qu'il existait des murs intérieurs plus élevés. L'église fut vraisemblablement incendiée ou détruite au cours d'une guerre. Les habitants d'alors, impuissants à reconstruire la nef primitive, ont sans doute dû se contenter de poser un toit sur ce qui restait des murs.
Quant aux nefs latérales, elles ont été soit construites, soit, plus probablement, réparées, en 1683. En effet, cette  date est sculptée, à l'extérieur, au-dessus de chacune des fenêtres centrales. C'est ce qui explique la présence des six ouvertures datant du XVIIe siècle.
Des fonts baptismaux en pierre se trouvent au bas de la nef latérale droite. Il est difficile de les dater.
En haut de chaque nef latérale, un autel contribue à la décoration du chœur. À noter, derrière l'autel actuel de la Sainte Vierge, caché par le revêtement de marbre, un ancien autel en pierre polychrome, du XVe siècle, dont on aperçoit le petit baldaquin en forme de coquille renversée.
Avant lui, un autre, plus simple, se trouvait à la base de la petite fenêtre romane qui terminait autrefois la nef.
Une piscine est encore visible sur le côté droit de ce premier autel.
La chaire à prêcher, de style néo-gothique, date de 1864. La grille de communion, quant à elle, date de 1830.

## Le chœur
Quiconque entre dans l'église de Cheveuges a son regard attiré par le chœur, ensemble d'une exceptionnelle richesse.
On pensait jadis que ce chœur en marbre provenait de la Chartreuse du Mont Dieu, toute proche.
En 1958, Monsieur P. Congar, de Sedan, a balayé définitivement cette légende, en découvrant, dans le livre de raison de Jean Tobie, instituteur à Chaumont (alors annexe de Cheveuges), la note suivante :

« Monsieur Devillers, curé de Cheveuges, a fait faire trois neuves autels à Cheveuges, le tout en marbre et pierre de taille, et dépeint la passion de notre seigneur comme on la voit à présent, en 1740. ». 
Maître Devillers fut curé de Cheveuges de 1713 à 1773. Sa mère était alors "Seigneur en partie" du village, ce qui explique qu'une telle dépense ait pu être engagée pour orner le chœur d'une modeste église de campagne.
L'ensemble laisse une impression de grande dignité, presque de majesté, grâce à ses lignes perpendiculaires. Il s'harmonise  avec la belle voûte gothique qui le couronne.
Cette voûte, très enlevée, avec ses 8 mètres de hauteur, date du XVIe siècle. La ligne fuyante de sa croisée d'ogives, apporte une finesse, une légèreté, sans lesquelles ce chœur, tout en marbre, apparaîtrait trop rigide.

## Le pavé du chœur
Il a été refait vers 1850. On a alors empiété sur une pierre tombale seigneuriale dont le bas apparaît encore près des marches. Il s'agit vraisemblablement de la famille de Roucy, comptant en son sein un seigneur de Cheveuges.

## Les vitraux
Ces vitraux, sortis des ateliers Jacques Simon, de Reims, en 1958,  illustrent les Six Jours de la Création, tels que nous les narre le Livre de La Genèse. Leurs formes sont particulièrement originales. Le vitrail du portail est un hommage à  la nature et à Dieu, son créateur.